# Albert Tepper
Albert Tepper (* 1. Juni 1921 in Manhattan, New York City; † 8. Juni 2010 in Glendale, Kalifornien) war ein US-amerikanischer Komponist und Musikpädagoge.
Tepper war von 1952 bis zu seiner Emeritierung 1987 Musikprofessor an der Hofstra University. Er unterrichtete hier Musiktheorie und Komposition und gründete das Fach Jazzgeschichte an der Universität. Bei Aufführungen der Universitär leitete er verschiedene Ensembles und das Sinfonieorchester, auch war er musikalischer Leiter des Departments Drama und komponierte Musiken für mehr als 100 Bühnenproduktionen. 1972 war er eines der fünf Gründungsmitglieder der Long Island Composers Alliance. Tepper trat im Übrigen vorwiegend als Komponist von Kammermusik und Liedern hervor. Eine Sammlung kammermusikalischer Werke wurde vom American Chamber Ensemble auf CD aufgenommen.